# Kushiro (Hokkaidō)
Pour les articles homonymes, voir Kushiro.
Kushiro (釧路市, Kushiro-shi) est une ville située sur l'île de Hokkaidō, au Japon. Elle est la capitale de la sous-préfecture de Kushiro.

## Toponymie
Le toponyme « Kushiro » vient de l'aïnou. Il y a plusieurs hypothèses concernant sa signification (« rivière que l'on ne peut pas franchir », « passage », « obscurité »).

## Géographie

### Situation
Kushiro est située dans l'est de l'île de Hokkaidō, au bord de l'océan Pacifique.

### Démographie
En 2010, la ville de Kushiro avait une population de 185 487 habitants, répartis sur une superficie de 1 362,75 km2.

### Hydrographie
Kushiro est située à l'embouchure du fleuve Kushiro.

### Climat
| Mois                                             | jan.       | fév.     | mars       | avril      | mai       | juin      | jui.      | août      | sep.      | oct.      | nov.       | déc.       | année      |
| ------------------------------------------------ | ---------- | -------- | ---------- | ---------- | --------- | --------- | --------- | --------- | --------- | --------- | ---------- | ---------- | ---------- |
| Température minimale moyenne (°C)                | −9,8       | −9,4     | −4,2       | 0,7        | 5,4       | 9,5       | 13,6      | 15,7      | 12,9      | 6,1       | −0,3       | −7         | 2,8        |
| Température moyenne (°C)                         | −4,8       | −4,3     | −0,4       | 4          | 8,6       | 12,2      | 16,1      | 18,2      | 16,5      | 11        | 4,7        | −1,9       | 6,7        |
| Température maximale moyenne (°C)                | −0,2       | −0,1     | 3,3        | 8          | 12,6      | 15,8      | 19,6      | 21,5      | 20,1      | 15,1      | 8,9        | 2,5        | 10,6       |
| Record de froid (°C) date du record              | −28,3 1922 | −27 1933 | −24,8 1924 | −14,1 1912 | −4,6 1953 | −0,4 1985 | 3,3 1945  | 5,4 1917  | −2,2 1940 | −6,9 1950 | −15,2 1910 | −25,7 1945 | −28,3 1922 |
| Record de chaleur (°C) date du record            | 7,6 1964   | 7,9 1989 | 15,9 2015  | 23,5 1983  | 28 1966   | 32,4 2010 | 31,7 2021 | 31,1 2011 | 29,6 2019 | 22,9 2012 | 18,7 1940  | 12,4 1954  | 32,4 2010  |
| Ensoleillement (h)                               | 186,7      | 183,7    | 200,8      | 182,2      | 177,5     | 126,8     | 118,9     | 117,6     | 143,9     | 177       | 167,6      | 175,6      | 1 957,6    |
| Précipitations (mm)                              | 40,4       | 24,8     | 55,9       | 79,4       | 115,7     | 114,2     | 120,3     | 142,3     | 153       | 112,7     | 64,7       | 56,6       | 1 080,1    |
| dont neige (cm)                                  | 32         | 27       | 31         | 7          | 0         | 0         | 0         | 0         | 0         | 0         | 4          | 26         | 127        |
| Nombre de jours avec précipitations              | 4,8        | 4,2      | 6,3        | 7,8        | 9,2       | 8,4       | 9,4       | 10,2      | 9,6       | 7,5       | 6,9        | 6,2        | 90,5       |
| dont nombre de jours avec précipitations ≥ 10 mm | 1,2        | 0,9      | 1,7        | 2,1        | 3,7       | 3,3       | 3,6       | 4,1       | 4,2       | 3,2       | 2          | 1,8        | 31,8       |
| Humidité relative (%)                            | 67         | 69       | 71         | 77         | 80        | 87        | 88        | 87        | 84        | 76        | 69         | 67         | 77         |
| Nombre de jours avec neige                       | 6,4        | 6,5      | 5,3        | 1,5        | 0,1       | 0         | 0         | 0         | 0         | 0         | 0,9        | 4,4        | 25,2       |
| Nombre de jours d'orage                          | 0          | 0        | 0          | 0,2        | 0,4       | 0,8       | 0,7       | 0,8       | 0,9       | 0,6       | 0,5        | 0,2        | 5          |
| Nombre de jours avec brouillard                  | 1,3        | 2,1      | 4          | 8,7        | 12,3      | 15,9      | 16,2      | 15,2      | 10,1      | 6,8       | 2,6        | 1,7        | 96,9       |

| Diagramme climatique                                  |              |             |          |              |              |               |               |             |              |             |           |
| J                                                     | F            | M           | A        | M            | J            | J             | A             | S           | O            | N           | D         |
| −0,2−9,840,4                                          | −0,1−9,424,8 | 3,3−4,255,9 | 80,779,4 | 12,65,4115,7 | 15,89,5114,2 | 19,613,6120,3 | 21,515,7142,3 | 20,112,9153 | 15,16,1112,7 | 8,9−0,364,7 | 2,5−756,6 |
| Moyennes : • Temp. maxi et mini °C • Précipitation mm |              |             |          |              |              |               |               |             |              |             |           |

| Mois                                             | jan.       | fév.       | mars       | avril     | mai       | juin      | jui.      | août      | sep.     | oct.      | nov.       | déc.       | année      |
| ------------------------------------------------ | ---------- | ---------- | ---------- | --------- | --------- | --------- | --------- | --------- | -------- | --------- | ---------- | ---------- | ---------- |
| Température minimale moyenne (°C)                | −7,9       | −8,1       | −4,5       | 0         | 4,3       | 8,2       | 12,5      | 14,7      | 12,8     | 7,5       | 1,2        | −4,9       | 3          |
| Température moyenne (°C)                         | −4,5       | −4,7       | −1,5       | 2,8       | 7,2       | 10,8      | 14,9      | 16,9      | 15,3     | 10,7      | 4,6        | −1,6       | 5,9        |
| Température maximale moyenne (°C)                | −1,6       | −1,7       | 1,3        | 6,1       | 10,9      | 14,1      | 18        | 19,9      | 18,1     | 13,4      | 7,6        | 1,5        | 9          |
| Record de froid (°C) date du record              | −17,8 1998 | −17,7 1998 | −17,4 1986 | −8,3 1987 | −4,5 2001 | 0,5 1983  | 4,2 1983  | 7,5 2003  | 4,6 2001 | −1,5 2004 | −10,8 2016 | −13,9 2002 | −17,8 1998 |
| Record de chaleur (°C) date du record            | 6,6 1980   | 7,1 1990   | 14 2015    | 21 1983   | 29,3 2019 | 31,5 2010 | 30,6 2019 | 30,7 1988 | 27 2019  | 21,1 2018 | 15,7 2018  | 10,9 2015  | 31,5 2010  |
| Ensoleillement (h)                               | 192,1      | 192,5      | 209,9      | 188,1     | 180,2     | 131,1     | 112,6     | 122,1     | 144,5    | 175,6     | 174        | 178,6      | 2 001,7    |
| Précipitations (mm)                              | 21,7       | 14,4       | 42,5       | 67,9      | 98,8      | 108,8     | 130,2     | 138       | 166      | 117,9     | 63,4       | 47,4       | 1 009,2    |
| Nombre de jours avec précipitations              | 4,1        | 3,7        | 5,9        | 8,5       | 10        | 9,9       | 11,2      | 11,5      | 10,9     | 8,6       | 8,2        | 6,5        | 98,1       |
| dont nombre de jours avec précipitations ≥ 10 mm | 0,8        | 0,3        | 1,1        | 1,9       | 3,5       | 3,1       | 3,7       | 4         | 4,1      | 3,4       | 2          | 1,5        | 29         |

| Diagramme climatique                                  |              |             |          |             |              |             |             |             |              |            |             |
| J                                                     | F            | M           | A        | M           | J            | J           | A           | S           | O            | N          | D           |
| −1,6−7,921,7                                          | −1,7−8,114,4 | 1,3−4,542,5 | 6,1067,9 | 10,94,398,8 | 14,18,2108,8 | 1812,5130,2 | 19,914,7138 | 18,112,8166 | 13,47,5117,9 | 7,61,263,4 | 1,5−4,947,4 |
| Moyennes : • Temp. maxi et mini °C • Précipitation mm |              |             |          |             |              |             |             |             |              |            |             |

## Histoire
- 1869 : la ville de Kusuri prend le nom de Kushiro.
- 1909 : Kushiro est raccordée au réseau téléphonique et électrique.
- 1er août 1922 : la ville est officiellement municipalisée.
- 15 juillet 1945: bombardement par les appareils de l'aéronavale alliée.
- 1988 : ouverture de la construit d'un quartier d'affaires.

## Économie
La dernière mine de charbon du Japon était située à Kushiro et exploitée par la Taiheiyo Coal Mining & Co. Elle a été fermée en 2002.

## Transports
Kushiro est desservie par les routes nationales 38, 44, 240 et 391.
La ville est desservie par les lignes Nemuro et Senmō de la JR Hokkaido. La gare de Kushiro est la principale gare de la ville.

## Culture locale et patrimoine
Kushiro abrite l'Itsukushima-jinja, un sanctuaire shinto.

## Symboles municipaux
L'arbre symbole de la ville de Kushiro  est le lilas, sa fleur symbole la grande capucine.

## Personnalités liées à la municipalité
- Akira Ifukube (1914-2006), compositeur de musique, y est né.
- Satoshi Kon (1963-2010), dessinateur de manga et réalisateur, y est né.
- Kengo Ito (né en 1978), joueur professionnel de hockey sur glace, y est né.
- Yutaka Fukufuji (né en 1982), joueur professionnel de hockey sur glace, y est né.
- Bin Kashiwa, artiste peintre qui vit dans la ville.
- Hiroko Nakano, femme politique et ancienne membre du gouvernement Noda, y vit.